# 9084 Ахрісту
9084 Ахрісту (1995 CS1, 1980 GV1, 9084 Achristou) — астероїд головного поясу, відкритий 3 лютого 1995 року.
Тіссеранів параметр щодо Юпітера — 3,894.